# Кипи (дем Загори)
Кипи или Бая (на гръцки: Κήποι, до 1928 година Μπάγια, Бая) е село в Северозападна Гърция, дем Загори, област Епир. Според преброяването от 2001 година населението му е 110 души.